# Preveza
Preveza (řecky Πρέβεζα) je město v Řecku. Nachází se v kraji Epirus na pobřeží Ambrakijského zálivu. Ve městě žije přibližně 19 tisíc obyvatel.
Město bylo založeno v roce 290 př. n. l. pod názvem Berenikea (podle egyptské královny Bereniké I.). Nedaleko Prevezy se nacházejí ruiny antického města Nikopolis. Významnou památkou je také pevnost svatého Jiří, kterou nechal postavit roku 1807 Ali Paša Janinský. Místním rodákem byl bojovník za nezávislost Řecka Odysseas Androutsos, jemuž byl odhalen pomník.
Město je významným přístavem, odkud směřují turisté na ostrov Lefkada. Nachází se zde podmořský tunel dlouhý 1570 m, který spojuje Prevezu s mysem Aktium. Preveza je členem sdružení Douzelage.
U pobřeží se konala 28. září 1538 námořní bitva u Prevezy, v níž Osmanská říše porazila Svatou ligu.

## Doprava
Poblíž města je letiště Preveza (PVK). Přes Prevezu vede evropská silnice E55.